# Bulukarto
Bulukarto is een bestuurslaag in het regentschap Pringsewu van de provincie Lampung, Indonesië. Bulukarto telt 3359 inwoners (volkstelling 2010).